# Horrified by the Sun
A Horrified by the Sun a magyar Blind Myself együttes első hivatalos kiadványa. A középlemez dalait 1997 novemberében vették fel az LMS stúdióban, Szombathelyen a Sear Bliss akkori gitárosa, Scheer „Max” Viktor segítségével. Az EP-t kazetta formátumban 1998 márciusában jelentette meg a Crossroads Records. Tóth Gergely mellett a gitáros Molnár Gábor is énekel a dalokban. Az albumról a címadó dalhoz forgattak videóklipet. A Circle of Pain című dal az együttes a következő évben megjelent első nagylemezére is felkerült, kissé átdolgozott formában.

## Az album dalai
1. Horrified by the Sun
2. I’m Your Blood
3. Forgettable Fire
4. Fear
5. Circle of Pain
6. Physical Tragedy

## Közreműködők
- Tóth Gergely – ének
- Molnár Gábor – gitár, ének
- Gáti György – gitár
- Kolozsi Péter – basszusgitár
- Névai Krisztián – dobok